# Črnolica
Črnolica je naselje v Občini Šentjur.
Črnolica je strnenjo naselje pod Prednjo goro ( 454 m ) in Rifnikom ( 568 m ) jugovzhodno od Slivniškega jezera.